# Astronika
Astronika – polska, prywatna firma działającą w branży kosmicznej. Została założona w 2013 roku przez Jerzego Grygorczuka. Swoją działalność prowadzi od ponad 10 lat i jest jedną z wiodących firm, które rozwijają polski sektor kosmiczny. Jest ona także członkiem założycielem Klastra Rozwoju Technologii Kosmicznych.
Działalność Astroniki koncentruje się na dostarczaniu zaawansowanych, mechanicznych rozwiązań takich jak mechanizmy blokujące i zwalniające, penetratory i wiertła, a także rozkładane anteny i wysięgniki. Firma jest zaangażowana w misjach na Księżycu, Marsie, Didymosie, systemie Jowisza i na orbicie Ziemi. Astronika współpracuje z Europejską Agencją Kosmiczną, Polską Agencją Kosmiczną, Airbus, Thales,  a także wieloma innymi międzynarodowymi podmiotami. Współdziała z nimi w następujących dziedzinach: 
- Urządzenia penetrujące i próbkujące
- Mechanizmy blokujące i zwalniające
- Ultralekkie anteny, manipulatory i wysięgniki
- Rozmieszczanie orbitalne
- Struktury dla małych i średnich satelitów
- Ogólne mechanizmy S/C i MGSE

Natomiast samodzielne działania firmy koncentrują się na:
- Lekkich systemach i mechanice precyzyjnej
- Robotyce planetarnej i penetrometrii udarowej
- Wdrażalnych strukturach, takich jak anteny radiowe i wysięgniki
- Mechanizmach przytrzymujących i zwalniających, w tym technologiach niewybuchowych
- Symulacjach numerycznych, w tym statycznej i dynamicznej analizie metodą elementów skończonych i analizie termicznej
- Powłokach i nowatorskich rozwiązaniach druku 3D
- Zapewnieniu produktów i jakości
- Produkcji wysokiej jakości

## Cele Astroniki
Astronika opracowuje kompaktowe, lekkie i energooszczędne rozwiązania. Stale rozwija nowe obiekty i swoje kompetencje. Uzupełnia dzięki temu braki w wiedzy i technologii zarówno w zastosowaniach orbitalnych, jak i planetarnych. Realizuje przy tym skomplikowane zadania ze względu na bogate doświadczenie pracujących dla niej inżynierów. Jej najnowszym projektem są „Astromoduły” finansowane w 75 procentach przez Narodowe Centrum Badań i Rozwoju. Umowa na realizację projektu została podpisana w ramach konkursu „Szybka Ścieżka – Technologie kosmiczne” organizowanego w ramach Funduszy Europejskich.

## Możliwości produkcyjne
Astronika posiada Cleanroom o standardzie ISO 8, drukarki 3D, laboratorium oraz warsztat. Umożliwia to firmie tworzenie najbardziej zaawansowanych technologicznie instrumentów zdolnych do operowania w przestrzeni kosmicznej, jak i sprawdzających się w sektorze obronnym.

## Nagrody przyznane Astronice
Astronika ma na swoim koncie wiele nagród. Najważniejszymi z nich są:
- 2020, „Polska Nagroda Inteligentnego Rozwoju” została przyznana Astronice za innowacyjną działalność w sferze badawczo-rozwojowej[7]
- 2018, „Nagroda Gospodarcza Prezydenta RP” została przyznana Astronice przez prezydenta RP Andrzeja Dudę w kategorii „Badania + Rozwój”[8]
- 2018,  Nagroda „Kosmiczna Firma Roku” została przyznana Astronice przez Agencję Rozwoju Przemysłu S.A. za szczególne przyczynienie się do rozwijania i promowania polskiego i europejskiego sektora technologii kosmicznych[9]
- 2018, „Nagroda Gospodarcza Forum Wizji Rozwoju” została przyznana Astronice w kategorii „Badania, rozwój i transfer nowoczesnych technologii”[10]

## Astronika z grantem od Narodowego Centrum Badań i Rozwoju
Szybka Ścieżka – Technologie kosmiczne
Celem konkursu Szybka Ścieżka – Technologie kosmiczne było umożliwienie polskim podmiotom podniesienia poziomu gotowości technologicznej. Za sprawą opracowanych przez nich rozwiązań do TRL(poziomy gotowości technologicznej) na poziomie minimum 7, tak aby zwiększyć ich atrakcyjność wg wymogów m.in. Europejskiej Agencji Kosmicznej oraz dużych integratorów systemów kosmicznych. 
Głównym celem Astroniki jest realizacja coraz bardziej ambitnych i złożonych projektów. Aspiruje ona do roli firmy o dużym potencjale badawczym, która jest w stanie podjąć się opracowania nawet najbardziej wymagających mechanizmów, w oparciu o własne innowacyjne rozwiązania. Świadczy o tym chociażby fakt, że Niemiecka Agencja Kosmiczna zwróciła się do spółki prośbą o opracowanie mechanizmu wbijającego „KRET”, który finalnie poleciał na Marsa w ramach misji NASA InSight.

## Misje i projekty Astroniki
Astronika od początku swojego istnienia brała udział w licznych projektach dotyczących mechanizmów kosmicznych. Do najważniejszych z nich należą:
- JUICE – Astronika zaprojektowała modele kwalifikacyjne i lotne do sondy, która została wysłana przez Europejską Agencję Kosmiczną w celu zbadania trzech księżycy Jowisza.
- Kret HP3 – Astronika stworzyła mechanizm wewnętrzny wykorzystany podczas misji InSight która miała na celu zmierzenie wewnętrznej aktywności cieplnej planety, która napędza zmiany geologii Marsa[12]
- Galago – robot skaczący. Urządzenie to zostało stworzone przez Europejską Agencję Kosmiczną przy współpracy z Astroniką. Jest zdolne do przenoszenia instrumentów naukowych w obszary trudno dostępne dla typowych urządzeń jak na przykład łaziki[13]

## Patenty Astroniki
Astronika posiada aktualnie 5 własnych patentów:
- Mechanizm hamujący, sposób hamowania ruchu oraz rozkładany element anteny
- Sposób wbijania się w warstwy podpowierzchniowe gruntu i urządzenie do wbijania się tym sposobem
- Urządzenie trzymająco-zwalniające
- Urządzenie trzymająco-zwalniające, zwłaszcza do mocowania i uwalniania elementów statków kosmicznych
- Sposób wytwarzania momentu obrotowego, zwłaszcza dla wiertnic i urządzenie napędowe do impulsowego wytwarzania momentu obrotowego